# Bueng Na Rang (huyện)
Bueng Na Rang (tiếng Thái: บึงนาราง) là một huyện (amphoe) ở phía tây của tỉnh Phichit, phía bắc Thái Lan.

## Địa lý
Các huyện giáp ranh (từ phía bắc theo chiều kim đồng hồ) là Pho Prathap Chang, Taphan Hin và Pho Thale của tỉnh Phichit, Banphot Phisai của tỉnh Nakhon Sawan và Bueng Samakkhi của tỉnh Kamphaeng Phet.

## Lịch sử
Tiểu huyện được thành lập ngày 15 tháng 7 năm 1996 từ việc chia tách 5 tambon khỏi huyện Pho Thale.
Theo quyết định của chính phủ Thái Lan ngày 15 tháng 5 năm 2007, tất cả 81 tiểu huyện đều được nâng thành huyện. Với việc đăng công báo hoàng gia ngày 24 tháng 8, việc nâng cấp thành chính thức.
.

## Hành chính
Huyện này được chia thành 5 phó huyện (tambon), các đơn vị này lại được chia ra thành 50 làng (muban). Không có khu vực đô thị (thesaban), có 5 tổ chức hành chính tambon.
| STT | Tên           | Tên tiếng Thái | Số làng | Dân số |  |
| --- | ------------- | -------------- | ------- | ------ |  |
| 1.  | Huai Kaeo     | ห้วยแก้ว         | 8       | 4.504  |  |
| 2.  | Pho Sai Ngam  | โพธิ์ไทรงาม      | 9       | 4.137  |  |
| 3.  | Laem Rang     | แหลมรัง         | 14      | 8.150  |  |
| 4.  | Bang Lai      | บางลาย         | 9       | 6.538  |  |
| 5.  | Bueng Na Rang | บึงนาราง        | 10      | 4.948  |  |